# Rysio Snajper
Rysio Snajper (tytuł oryginalny: Deadeye Dick). Powieść Kurta Vonneguta opublikowana w 1982 roku. Czarna komedia o zbrodni, karze, końcu niewinności oraz bezlitosnym przeznaczeniu. Głównym bohaterem i narratorem książki jest Rudy Walz.

## Opis fabuły
Narrator książki, Rudy Waltz, mając dwanaście lat zyskał przydomek Rysio Snajper, kiedy pewnego popołudnia przypadkiem zastrzelił z karabinu ciężarną gospodynię domową. Syn niespełnionego artysty malarza, w czasach młodości serdecznego przyjaciela Adolfa Hitlera, snuje opowieść o życiu swojej rodziny, będącym jednym pasmem nieszczęść. Szczeniacki wybryk na zawsze definiuje jego losy, zmusza do opieki nad rodzicami, którzy z jego winy tracą wszystko. Obarczony paskudną etykietką, napiętnowany przez społeczeństwo, poszukuje przebaczenia i szczęścia, ale sploty nieszczęśliwych okoliczności sprawiają, że kolejna próba wyjścia na prostą kończy się spektakularną klęską. Z rodzinnego Midland City, miasta dotkniętego katastrofalną śnieżycą, potem wyludnionego wskutek przypadkowego wybuchu bomby neutronowej, Rudy trafia na krótki czas do Nowego Jorku jako autor sztuki, która zdobywa nagrodę w konkursie dla dramaturgów. Również i ta przygoda kończy się fiaskiem.